# 拉杰德夫金字塔
拉杰德夫金字塔（英語：Pyramid of Djedefre），古埃及第四王朝时期（约公元前2575年至公元前2465年）第三任君主拉杰德夫所建的金字塔及其附属建筑群遗址。位于今埃及尼罗河西岸吉萨西北8公里高度约为120米的山顶附近。其主体金字塔建筑的上层部分遗存极少，紧邻金字塔奠堂的围墙使用泥砖建成（而不是传统的加工石块），且附属建筑河谷神庙亦无存。现已发现其外层的花岗岩石块和带有花岗岩石柱的祠庙的残迹，以及从河谷神庙通往奠堂的堤道遗迹。